# Бизли, Малик
Малик Джонмикал Бизли (англ. Malik JonMikal Beasley; род. 26 ноября 1996 года в Атланте, штат Джорджия, США) — американский профессиональный баскетболист, играющий на позиции атакующего защитника. В последний раз выступал в НБА за команду «Детройт Пистонс».

## Студенческая карьера

### Флорида Стэйт Семинолз
В сезоне 2015/2016 будучи первокурсником Малик набирал в среднем 15,6 очков, совершал 5,3 подбора и отдавал 1,5 передачи. По итогам сезона Бизли был выбран в сборную новичков Конференции атлантического побережья, а также занял 8-е место в конференции по проценту попаданий со штрафных (81,3%), а также 10-е место по проценту попаданий с игры (41,7%).

## Карьера в НБА

### Денвер Наггетс (2016—2020)
23 июня 2016 года был выбран под общим 19-м номером на Драфте НБА 2016 года командой «Денвер Наггетс». Бизли появился лишь дважды в первых семи играх, играя меньше 8-ми минут и не набирая ни одного очка. 10 ноября 2016 года набрал 12 очков за 15 минут, выйдя со скамейки запасных в матче против «Голден Стэйт Уорриорз» (101–125).

### Миннесота Тимбервулвз (2020—2022)
5 февраля 2020 года Бизли был обменян в клуб «Миннесота Тимбервулвз» в рамках сделки с четырьмя командами, состоящей из 12 игроков. После обмена в «Миннесоту» Бизли получил место в стартовом составе, и его результативность резко возросла. В 14 играх с «Тимбервулвз» он набирал в среднем 20,7 очка, 5,1 подбора и 1,9 передачи за игру, выходя в старте во всех 14 играх.
27 ноября 2020 года Бизли продлил контракт с «Тимбервулвз» на четыре года и 60 миллионов долларов.
25 февраля 2021 года Бизли был дисквалифицирован на 12 игр в результате признания вины по уголовному делу. На момент отстранения он набирал в среднем 20,5 очка за игру и попадал 40% с 3-очковой дистанции.
5 марта 2022 года Бизли побил рекорд «Тимбервулвз» по количеству трехочковых бросков за один сезон, превзойдя рекорд Кевина Лава. Четыре дня спустя он сделал рекордные для франшизы 11 трехочковых, а также набрал 33 очка в победе над «Оклахома-Сити Тандер».

### Юта Джаз (2022—2023)
6 июля 2022 года Бизли был обменян вместе с Патриком Беверли, Джарредом Вандербилтом, Леандро Болмаро, правами на Уокера Кесслера, четырьмя будущими пиками первого раунда драфта НБА и правом на обмен пиков в «Юту Джаз» на Руди Гобера.

### Лос-Анджелес Лейкерс (2023)
9 февраля 2023 года Малик Бизли был обменян в «Лос-Анджелес Лейкерс» в рамках трехстороннего обмена с участием «Миннесоты Тимбервулвз». В этой сделке «Лейкерс» получили Бизли, Д'Анджело Рассела и Джарреда Вандербилта, «Юта Джаз» - Рассела Уэстбрука, Хуана Тоскано-Андерсона, Дэмиана Джонса и защищенный в топ-4 выбор первого раунда драфта 2027 года, а «Миннесота Тимбервулвз» - Майка Конли, Никейла Александера-Уокера и выбор второго раунда драфта.

### Милуоки Бакс (2023—2024)
6 июля 2023 года Бизли подписал контракт с «Милуоки Бакс».

### Детройт Пистонс (2024—2025)
11 июля 2024 года Бизли подписал однолетний контракт с «Детройт Пистонс». 13 января 2025 года Бизли набрал 22 очка в победе над «Нью-Йорк Никс» со счетом 124-119. Бизли попал 6 из 8 с трехочковой линии, включая два последних трехочковых, которые принесли победу «Пистонс». 9 февраля Бизли набрал 36 очков в победе над «Филадельфией Севенти Сиксерс» со счетом 125-112. 11 февраля Бизли установил рекорд «Пистонс» по количеству трехочковых за сезон - 212, побив предыдущий рекорд Саддика Бея (211).
29 июня 2025 года стало известно о расследовании в отношении Бизли из-за ставок на матчи НБА. Переговоры с «Пистонс» о новом трехлетнем контракте на 42 миллиона долларов были приостановлены.

## Статистика

### Статистика в НБА
| Сезон                                                                                    | Команда   | Регулярный сезон | Регулярный сезон | Регулярный сезон | Регулярный сезон | Регулярный сезон | Регулярный сезон | Регулярный сезон | Регулярный сезон | Регулярный сезон | Регулярный сезон | Регулярный сезон | Серия плей-офф | Серия плей-офф | Серия плей-офф | Серия плей-офф | Серия плей-офф | Серия плей-офф | Серия плей-офф | Серия плей-офф | Серия плей-офф | Серия плей-офф | Серия плей-офф |
| Сезон                                                                                    | Команда   | GP               | GS               | MPG              | FG%              | 3P%              | FT%              | RPG              | APG              | SPG              | BPG              | PPG              | GP             | GS             | MPG            | FG%            | 3P%            | FT%            | RPG            | APG            | SPG            | BPG            | PPG            |
| ---------------------------------------------------------------------------------------- | --------- | ---------------- | ---------------- | ---------------- | ---------------- | ---------------- | ---------------- | ---------------- | ---------------- | ---------------- | ---------------- | ---------------- | -------------- | -------------- | -------------- | -------------- | -------------- | -------------- | -------------- | -------------- | -------------- | -------------- | -------------- |
| 2016/17                                                                                  | Денвер    | 22               | 1                | 7,5              | 45,2             | 32,1             | 80,0             | 0,8              | 0,5              | 0,3              | 0,0              | 3,8              | Не участвовал  | Не участвовал  | Не участвовал  | Не участвовал  | Не участвовал  | Не участвовал  | Не участвовал  | Не участвовал  | Не участвовал  | Не участвовал  | Не участвовал  |
| 2017/18                                                                                  | Денвер    | 62               | 0                | 9,4              | 41,0             | 34,1             | 66,7             | 1,1              | 0,5              | 0,2              | 0,1              | 3,2              | Не участвовал  | Не участвовал  | Не участвовал  | Не участвовал  | Не участвовал  | Не участвовал  | Не участвовал  | Не участвовал  | Не участвовал  | Не участвовал  | Не участвовал  |
| 2018/19                                                                                  | Денвер    | 81               | 18               | 23,2             | 47,4             | 40,2             | 84,8             | 2,5              | 1,2              | 0,7              | 0,1              | 11,3             | 14             | 0              | 20,1           | 38,7           | 40,4           | 71,0           | 3,4            | 1,0            | 0,2            | 0,1            | 8,1            |
| 2019/20                                                                                  | Денвер    | 41               | 0                | 18,2             | 38,9             | 36,0             | 86,8             | 1,9              | 1,2              | 0,8              | 0,1              | 7,9              | Не участвовал  | Не участвовал  | Не участвовал  | Не участвовал  | Не участвовал  | Не участвовал  | Не участвовал  | Не участвовал  | Не участвовал  | Не участвовал  | Не участвовал  |
| 2019/20                                                                                  | Миннесота | 14               | 14               | 33,1             | 47,2             | 42,6             | 75,0             | 5,1              | 1,9              | 0,6              | 0,1              | 20,7             | Не участвовал  | Не участвовал  | Не участвовал  | Не участвовал  | Не участвовал  | Не участвовал  | Не участвовал  | Не участвовал  | Не участвовал  | Не участвовал  | Не участвовал  |
| 2020/21                                                                                  | Миннесота | 37               | 36               | 32,8             | 44,0             | 39,9             | 85,0             | 4,4              | 2,4              | 0,8              | 0,2              | 19,6             | Не участвовал  | Не участвовал  | Не участвовал  | Не участвовал  | Не участвовал  | Не участвовал  | Не участвовал  | Не участвовал  | Не участвовал  | Не участвовал  | Не участвовал  |
| 2021/22                                                                                  | Миннесота | 79               | 18               | 25,0             | 39,1             | 37,7             | 81,7             | 2,9              | 1,5              | 0,5              | 0,2              | 12,1             | 6              | 0              | 19,9           | 43,2           | 32,0           | 83,3           | 3,3            | 0,7            | 0,3            | 0,2            | 8,5            |
| 2022/23                                                                                  | Юта       | 55               | 13               | 26,8             | 39,6             | 35,9             | 84,1             | 3,6              | 1,7              | 0,8              | 0,1              | 13,4             | Не участвовал  | Не участвовал  | Не участвовал  | Не участвовал  | Не участвовал  | Не участвовал  | Не участвовал  | Не участвовал  | Не участвовал  | Не участвовал  | Не участвовал  |
| 2022/23                                                                                  | Лейкерс   | 26               | 14               | 23,9             | 39,2             | 35,3             | 61,9             | 3,3              | 1,2              | 0,8              | 0,0              | 11,1             | 11             | 0              | 8,3            | 29,4           | 26,9           | 100,0          | 0,7            | 0,2            | 0,1            | 0,0            | 3,0            |
| 2023/24                                                                                  | Милуоки   | 79               | 77               | 29,6             | 44,3             | 41,3             | 71,4             | 3,7              | 1,4              | 0,7              | 0,1              | 11,3             | 6              | 2              | 21,9           | 51,2           | 44,0           | -              | 2,5            | 0,7            | 0,7            | 0,0            | 8,8            |
|                                                                                          | Всего     | 496              | 191              | 23,1             | 42,5             | 38,5             | 80,0             | 2,8              | 1,3              | 0,6              | 0,1              | 10,9             | 37             | 2              | 16,8           | 40,6           | 36,6           | 76,7           | 2,5            | 0,6            | 0,3            | 0,1            | 6,8            |
| Наведите курсор мыши на аббревиатуры в заголовке таблицы, чтобы прочесть их расшифровку. |           |                  |                  |                  |                  |                  |                  |                  |                  |                  |                  |                  |                |                |                |                |                |                |                |                |                |                |                |

### Статистика в Джи-Лиге
| Сезон                                                                                    | Команда          | Регулярный сезон | Регулярный сезон | Регулярный сезон | Регулярный сезон | Регулярный сезон | Регулярный сезон | Регулярный сезон | Регулярный сезон | Регулярный сезон | Регулярный сезон | Регулярный сезон | Серия плей-офф | Серия плей-офф | Серия плей-офф | Серия плей-офф | Серия плей-офф | Серия плей-офф | Серия плей-офф | Серия плей-офф | Серия плей-офф | Серия плей-офф | Серия плей-офф |
| Сезон                                                                                    | Команда          | GP               | GS               | MPG              | FG%              | 3P%              | FT%              | RPG              | APG              | SPG              | BPG              | PPG              | GP             | GS             | MPG            | FG%            | 3P%            | FT%            | RPG            | APG            | SPG            | BPG            | PPG            |
| ---------------------------------------------------------------------------------------- | ---------------- | ---------------- | ---------------- | ---------------- | ---------------- | ---------------- | ---------------- | ---------------- | ---------------- | ---------------- | ---------------- | ---------------- | -------------- | -------------- | -------------- | -------------- | -------------- | -------------- | -------------- | -------------- | -------------- | -------------- | -------------- |
| 2016/17                                                                                  | Су-Фолс Скайфорс | 16               | 12               | 31,1             | 45,8             | 37,0             | 88,9             | 7,6              | 2,6              | 1,1              | 0,1              | 18,9             | Не участвовал  | Не участвовал  | Не участвовал  | Не участвовал  | Не участвовал  | Не участвовал  | Не участвовал  | Не участвовал  | Не участвовал  | Не участвовал  | Не участвовал  |
|                                                                                          | Всего            | 16               | 12               | 31,1             | 45,8             | 37,0             | 88,9             | 7,6              | 2,6              | 1,1              | 0,1              | 18,9             | Не участвовал  | Не участвовал  | Не участвовал  | Не участвовал  | Не участвовал  | Не участвовал  | Не участвовал  | Не участвовал  | Не участвовал  | Не участвовал  | Не участвовал  |
| Наведите курсор мыши на аббревиатуры в заголовке таблицы, чтобы прочесть их расшифровку. |                  |                  |                  |                  |                  |                  |                  |                  |                  |                  |                  |                  |                |                |                |                |                |                |                |                |                |                |                |

### Статистика в NCAA
| Сезон | Команда       | Conf  | Class | GP | GS | MPG  | FG%  | 3P%  | FT%  | RPG | APG | SPG | BPG | PPG  |
| --- | ------------- | ----- | ----- | -- | -- | ---- | ---- | ---- | ---- | --- | --- | --- | --- | ---- |
| 2015/16 | Флорида Стэйт | ACC   | FR    | 34 | 33 | 29,8 | 47,1 | 38,7 | 81,3 | 5,3 | 1,5 | 0,9 | 0,2 | 15,6 |
| Всего | Всего         | Всего | Всего | 34 | 33 | 29,8 | 47,1 | 38,7 | 81,3 | 5,3 | 1,5 | 0,9 | 0,2 | 15,6 |
| Наведите курсор мыши на аббревиатуры в заголовке таблицы, чтобы прочесть их расшифровку Статистика приведена с сайта sports-reference.com |               |       |       |    |    |      |      |      |      |     |     |     |     |      |